# 富蘭克林維爾鎮區 (北卡羅萊納州蘭道夫縣)
富蘭克林維爾（英語：Franklinville）是一個位於美國北卡羅萊納州蘭道夫縣的城鎮。

## 人口
根據2020年美國人口普查的數據，富蘭克林維爾的面積為106.44平方千米，皆為陸地。當地共有人口9773人，而人口密度為每平方千米92人。